# Caminomorisco
Caminomorisco è un comune spagnolo di 1 263 abitanti situato nella comunità autonoma dell'Estremadura.